# Aín Zeituna
Aín Zeituna (en árabe: عين زيتونة‎, en francés: Aïn Zeïtouna) es una localidad marroquí perteneciente al municipio de El Borarín, en la región de Tánger-Tetuán-Alhucemas. Desde 1912 hasta 1956 perteneció a la zona norte del Protectorado español de Marruecos.